# René-Pierre Quentin
René-Pierre Quentin (Collombey-Muraz, Wallis kanton, 1943. augusztus 5. –) svájci válogatott labdarúgó.

## Pályafutása

### A válogatottban
1964 és 1973 között 34 alkalommal szerepelt a svájci válogatottban és 10 gólt szerzett. Részt vett még az 1966-os világbajnokságon.

## Sikerei, díjai
FC Zürich
- Svájci kupa (1): 1969–70

FC Sion
- Svájci kupa (2): 1964–65, 1973–74